# Iuruci
Iurucii sunt un grup etnic nomad care populează regiunile muntoase din Anatolia turcească. Până de curând iurucii puteau fi intâlniți și în acele regiuni ale sud-estului european învecinate cu Turcia cum ar fi Tracia, Macedonia, Bulgaria sau Bosnia-Herțegovina. Unii antropologi i-au semnalat și în Dobrogea secolului al XIX-lea. Iurucii sunt crescatori de oi, a căror turme le păstoresc în cicluri de transhumanță succesive din zonele de campie litorale inspre platourile montane de mare altitudine care dealtfel constituie baza lor permanentă.

## Nume și istorie
Numele de iuruc vine de la turcescul yörümek care inseamnă "a peregrina", a "hoinări", desi aceștia nu vagabondează propriu-zis ci doar își conduc turmele spre a le proteja de intemperii și hrăni in acele zone care sunt favorablile păstoritului in diferitle cicluri climaterice ale anului.
În Evul Mediu iurucii nu erau doar păstori inofensivi ci purtau arme fiind rebeli si uneori avand un caracter belicos, razboinic. Dinastiile lor princiare au reusit ocazional sa se impuna local devenind emiri sau chiar padișahi in Persia sau in ceea ce e Turkmenistanul de azi. Neavând o civilizatie urbana iurucii au decăzut treptat, azi multe din triburile inițiale fiind decimate sau intr-o stare precară de semi-dispariție.

## Iuruci sau turcomani?
Cel mai adesea iurucii sunt denumiti și turcomani sau turcmeni. De altfel ei însiși se denumesc pe limba lor "Yörük Türkmen". Deși de origine turcica, ei se diferențiaza de turcii selgiuci propriu ziși apartinand mai degraba ramurii oguze. Unii istorici îi asociază uzilor, cumanilor sau pecenegilor din Evul Mediu. În Iranul de azi, triburi transhumante cum ar fi Afshari sau Qashgai sunt tot de origine turcomană, și se înrudesc îndeaproape cu iurucii din Turcia.

## Conexiunea fino-ugrică
Iurucii fac parte dintr-un mozaic complex de etnii azi sedentarizate sau semi-migratoare, uneori greu de deosebit una de alta si care se extind incepând din Balcani, Asia mică, Caucaz, Iran, Marea Caspica si pana in Urali si dincolo in stepele Asiei Centrale înspre Marea Aral.
Iurucii de azi in Turcia se deosebesc de turcii propriu-zisi prin acea ca au tenul de culoare mai deschisa, uneori sunt blonzi, neavând cel mai adesea trăsaturi mongolo-turanice, și în consecință greu de distinși de europeni, asemănători intrucâtva ciuvasilor, permienilor mordvinilor, carelienilor sau udmurților din Urali sau chiar cu triburile arctice de păstori de reni de mai la nord înspre Cercul Polar, care uneori au fost descrisi drept finlandezi sau mai degrabă "finici tartarizați". Alții îi aseamană bulgarilor de pe Volga sosiți in Europa medievală sau chiar secuilor din estul provinciei române Transilvania.

## Ipoteze si speculații: iuruci, saracaciani, megleno-români
Antropologul Arnold van Genep susținea că saracacianii (aromâni grecizați) s-ar fi amestecat în secolul al XVII-lea în munții Rodopi si Pelagonia (Macedonia) cu o parte a iurucilor asimilându-i în mare parte. Fenomenul s-a petrecut și în sens invers: un grup de iuruci ar fi contribuit tot în secolul al XVII-lea la convertirea meglenoromânilor din satul Nânta din Macedonia la religia musulmană. Aceștia au fost expulzati din Grecia in anul 1923 fiind stabiliți azi in Tracia de Est (parte a Turciei) și unde au fost identificați si intervievați in urma cu câțiva ani de geograful german Thede Kahl.